# Mustjärv, Tartumaa
Mustjärv är en sjö i Estland.   Den ligger i landskapet Tartumaa, i den sydöstra delen av landet, 160 km sydost om huvudstaden Tallinn. Mustjärv ligger 63 meter över havet. Omgivningarna runt Mustjärv är en mosaik av jordbruksmark och naturlig växtlighet.